# Maria Gabriela Zoană
Maria Gabriela Zoană (n. 15 iunie 1979, Cungrea, Olt, România) este un eurodeputat român, FOST europarlamentar. A fost ales deputat de pe listele partidului PSD. Aceasta a fost director general adjunct la Oficiul Național al Registrului Comerțului, iar în anul 2018, în luna februarie, a devenit europarlamentar, luându-i locul Vioricăi Dăncilă, acum Prim-Ministrul României.Insa, la alegerile europarlamentare din anul 2019 nu a mai reusit sa castige multdoritul loc in Parlamentul European. A terminat Facultatea de Drept, Universitatea ”Nicolae Titulescu”, București; Facultatea de Relații Economice Internaționale, la ASE București; Doctor în Drept, Academia de Poliție ”Alexandru Ioan Cuza” București. 2001 : învățământ superior: Licențiat în drept al Universitații .Titu Maiorescu. București, Facultatea de Drept; Facultatea de Drept, sursa: http://www.europarl.europa.eu/meps/ro/191377/MARIA+GABRIELA_ZOANA/cv#mep-card-content

## În cadrul Parlamentului European este:
- Europarlamentar în Grupul Alianței Progresiste a Socialiștilor și Democraților din Parlamentul European
- Vicepreședinte în Comisia pentru agricultură și dezvoltare rurală (AGRI)
- Membru a Comisiei pentru drepturile femeii și egalitatea de gen (FEMM)
- Membru al Delegației pentru relațiile cu Peninsula Arabică.

Membru supleant:
- Comisia pentru dezvoltarea regională (REGI)
- Delegația pentru relațiile cu Republica Populară Chineză
- Delegația pentru relațiile cu Africa de Sud
- Delegația la Adunarea Parlamentară a Uniunii pentru Mediterană